# カオール
カオール（Cahors）は、フランス南部、オクシタニー地域圏の都市である。ロット県の県庁所在地。市内にはロット川が流れている。
市内のサン＝テチエンヌ大聖堂と、ロット川にかかるヴァラントレ橋は、世界遺産「フランスのサンティアゴ・デ・コンポステーラの巡礼路」の一部として登録されている(ID868-051/052)。

## 歴史
カオールはケルト時代からの長い歴史を持つ。しかし、経済的に中世以降は衰退してしまい、18世紀には大学も失った。今日は、中世の街並みを目的に来る人の、人気のある観光拠点となった。
中世、カオールは有名であった。百年戦争からユグノー戦争の間にかなりの騒乱があった。この時期、貸したお金に利息を取る銀行家が存在したことで、街は悪名高かった。この時期のカトリック教会は、利息を取ること自体が"高利"（en）の罪であると述べていた。カオールが罪の同義語となり、ダンテの「神曲」にも、「ソドムが邪悪である」と並行して記述されている。
ローマ教皇ヨハネス22世は、1249年にカオールで靴屋の息子として誕生した。

## ワイン
カオールは、非常にユニークな赤ワインの産地としてよく知られている。
AOCカオールは、カオールを含むロット県内の45か村で生産される赤ワインで、マルベックというぶどうを70%以上使うことが義務づけられており、色合いは俗に「カオールの黒」（黒ワイン）と呼ばれるほど濃く、タンニンも豊富で長熟タイプのワインである。

## 見どころ
- ヴァラントレ橋: 1308年に起工され、1378年に完成した町のシンボル[3]
- サン・テティエンヌ大聖堂

## 関係者
- 出身者
- クレマン・マロ - 15世紀末、カオールで生まれた。ルネサンス期の詩人。
- ジョアシャン・ミュラ（軍人、元帥） - ナポレオン・ボナパルトの腹心。ナポリ王国国王。カオール近郊生まれ。
- ジャン＝バティスト・ベシェール - フランス革命戦争・ナポレオン戦争期の軍人。帝国元帥。ジョアシャン・ミュラの親友。
- レオン・ガンベタ（政治家、首相） - 第三共和政生みの親。地元の出身高校も、リセ・ド・カオールからリセ・ガンベタと改称された。

- 居住その他ゆかりある人物
- マルセル・マルソー - 映画「天井桟敷の人々」のバチスト役で世界的に有名になる。2007年にカオールの自宅で死去。